# Готель «Чорний орел»
Готе́ль «Чо́рний оре́л» (рум. Hotel „Pajura Neagra“) — один із найстаріших готелів у Чернівцях.

## Історія

### Будівництво
Готель був збудований у 1862–1863 роках Самуелем Шецом, а перші шість років його орендував Йоганн Вайс. Готель функціонував як гранд-готель і вважався престижним місцем для високопоставлених гостей міста, серед яких були президенти торгових палат, міністерські чиновники, директори банків та військові. Готель розташовувався на розі Рингплац, 5 / Темпельгассе, 1 — на видному місці в центрі Чернівців. Він був частиною архітектурного ансамблю на Рингплац, який почав формуватися наприкінці 1840-х років. Сусідніми будівлями були ратуша, готель «Бельвю» та ощадна каса. Центральне розташування та представницька архітектура зробили «Чорного орла» однією з візитівок міста. На першому поверсі будівлі розміщувалися ресторан, кафе та бар. Крім того, в будівлі були розташовані різноманітні магазини, які у своїх оголошеннях використовували престижну назву готелю. Серед них були годинникар Соломон Ерліх, а також модні магазини, такі як «Teitler & Sternberg» та «À la Ville de Paris» Генріха Секлера.
У 1904 році готель було капітально відремонтовано. Газета Czernowitzer Allgemeine Zeitung повідомляла, що для гостей було облаштовано «елегантний салон для купання». Також були модернізовані салони та зали готелю, щоб у стильному оточенні проводити вечори, обіди, вечері, весілля та інші заходи. Завдяки цьому готель здобув репутацію ексклюзивного місця для вишуканих громадських та ділових зустрічей.

### Використання до XXI століття
Завдяки своїй репутації гранд-готелю «Чорний орел» регулярно приваблював відомих гостей, зокрема представників політики, бізнесу та армії. Центральне розташування та близькість до інших важливих будівель, таких як ратуша, сприяли його значущості. Готельний бізнес продовжував працювати й у румунський період після Першої світової війни. На даху будівлі було розміщено великий рекламний напис «Philips Radio». Нині в будівлі розташована філія «Приватбанку». Крім того, тут знаходяться навчальні приміщення економічного факультету, стоматологічний кабінет та «Кредобанк».

## Відомі гості готелю
- Міхай Емінеску (1850–1889), румунський поет
- Михаїл Коґелнічану (1817–1891), румунський політик, історик і публіцист
- Константин фон Флондор (1889–1942), румунський юрист і дипломат